# Sahelanthropus
Sahelanthropus là hóa thạch của loài thuộc phân họ Người cách nay 7 triêụ năm trước. Hóa thạch được phát hiện tại sa mạc Djurab, Tchad bởi nhóm của Michel Brunet, năm 2001.

## Hóa thạch
Các hóa thạch hiện có bao gồm một bộ xương nhỏ tương đối nhỏ có tên là Toumaï ("hy vọng của cuộc sống" bằng ngôn ngữ địa phương Daza của Chad ở Trung Phi), năm miếng hàm, và một số răng, tạo thành một đầu có các tính chất ban đầu và nguyên thủy. Chiếc vỏ não, chỉ có 320 cm³ đến 380 cm³ thể tích, tương tự như các loài tinh tinh còn sót lại và đáng chú ý là ít hơn thể tích của người 1350 cm³ [cần dẫn nguồn]
Răng, móng chân và cấu trúc khuôn mặt khác biệt rõ rệt so với những gì tìm thấy trong Homo sapiens. Các đặc điểm của mặt có mặt phẳng hơn, vòm nha hình chữ U, răng nanh nhỏ, mồ hôi trước foramen, và các dải lông mày dày. Không còn lại vết tích nào sau khi được phục hồi. Hộp sọ duy nhất được biết đến đã bị bóp méo rất nhiều trong thời gian hóa thạch và phát hiện, vì xương sọ được dồn bằng phẳng và phần bên phải bị trầm cảm.
Sahelanthropus tchadensis có thể đã đi bộ trên hai chân. Tuy nhiên, vì không tìm thấy xương hậu môn (đó là xương dưới hộp sọ), không xác định được liệu Sahelanthropus có thực sự bipedal hay không, mặc dù các tuyên bố về một nam châm foramen đặt trước cho thấy điều này có thể xảy ra. Khi kiểm tra magnum foramen trong nghiên cứu sơ bộ, tác giả chính đã phỏng đoán rằng một lối đi hai chân "sẽ không có bất hợp lý" dựa trên hình thái cơ bản giống như các hominin gần đây [1]. Một số nhà cổ sinh vật học đã tranh luận về cách giải thích này, cho biết rằng các tính trạng cơ bản, cũng như các tính trạng răng và mặt, không đại diện cho sự thích nghi độc đáo với clin hominin, cũng không cho thấy về thuyết bipedalism và nói rằng việc hái mèo giống với các loài khỉ Miocene khác. Hơn nữa, theo thông tin gần đây, những gì có thể là một xương đùi của một con người cũng đã được phát hiện gần xương sọ - nhưng chưa được công bố và cũng không phải là nguyên nhân.

## Phát hiện

Sọ Toumaï ở các góc nhìn khác nhau

Các hóa thạch này được phát hiện tại sa mạc Djurab của Chad do bốn người Pháp, Alain Beauvilain, và Adoum Mahamat, Djimdoumalbaye Ahounta, và Gongdibé Fanoné, do Michel Brunet dẫn đầu, là thành viên của Mission paleoanthropologique Franco-tchadienne. Tất cả các tài liệu đã biết của Sahelanthropus được tìm thấy từ tháng 7 năm 2001 đến tháng 3 năm 2002 tại ba địa điểm: TM 247, TM 266, mang lại hầu hết vật liệu, bao gồm xương sọ và xương đùi, và TM 292. Các nhà phát minh cho rằng S. tchadensis là Tổ tiên người đàn ông được biết đến lâu đời nhất sau khi chia tách dòng nhân văn khỏi loài tinh tinh.
Các xương đã được tìm thấy cách xa hầu hết các hóa thạch hominin trước đó, được từ Đông và Nam Phi. Tuy nhiên, một loài khỉ Australopithecus bahrelghazali được tìm thấy ở Chad bởi Mamelbaye Tomalta, Najia và Alain Beauvilain, Michel Brunet và Aladji H.E. Moutaye vào đầu năm 1995. Với sự hình thành lưỡng hình giới tính đã biết ở các hominin ban đầu, sự khác biệt giữa Ardipithecus và Sahelanthropus có thể không đủ lớn để bảo đảm cho một loài riêng biệt cho loài sau.